# Éric Rochant

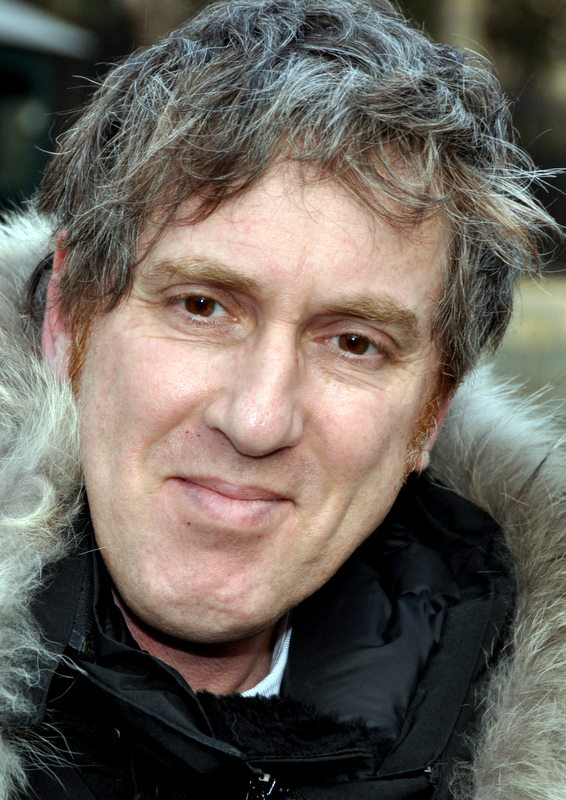
Éric Rochant, 2013

Éric Rochant (* 24. Februar 1961 in Paris) ist ein französischer Regisseur und Drehbuchautor.

## Leben
Nach einem Philosophiestudium begann Rochant 1980 eine Ausbildung an der Filmhochschule IDHEC, wo zu dieser Zeit auch künftige Filmemacher wie Pascale Ferran, Eric Barbier und Arnaud Desplechin studierten. Letzterer wirkte als Kameramann an einigen Kurzfilmen mit, die Rochant ab 1984 drehte. Für Présence féminine erhielt er 1987 einen César.
Mit dem Film Eine Welt ohne Mitleid wechselte Rochant 1989 zum Spielfilm. Der Film wurde mit dem Louis-Delluc-Preis, dem Kritikerpreis in Venedig und dem César als bestes Erstlingswerk ausgezeichnet und markiert den Beginn der Laufbahn des Schauspielers Yvan Attal, mit dem Rochant auch seine folgenden beiden Filme (Entführung aus Liebe, 1991, und Staatsauftrag: Mord, 1994) drehte.
Es folgten Filme unterschiedlicher Genres, darunter die Komödie Vive la République (1997) und der Thriller Total Western (2000). Nach der Komödie L’Ecole pour tous (mit Arié Elmaleh) wechselte Rochant als Drehbuchautor zum Fernsehen. Zwischen 2008 und 2010 schrieb er Drehbücher zu mehreren Folgen der Serie Mafiosa, zwischen 2015 und 2020 zu 50 Folgen der Serie Büro der Legenden. Dazwischen entstand 2013 der Kinofilm Die Möbius-Affäre (mit Jean Dujardin, Cécile de France und Tim Roth), der 2014 für einen Jupiter-Award nominiert war.

## Filmografie (Auswahl)
- 1989: Présence féminine (Kurzfilm)
- 1989: Eine Welt ohne Mitleid (Un monde sans pitié)
- 1991: Entführung aus Liebe (Aux yeux du monde)
- 1994: Staatsauftrag: Mord (Les Patriotes)
- 1996: Anna Oz
- 1997: Vive la République!
- 2000: Total Western
- 2005: L’École pour tous
- 2008–2010: Mafiosa (TV-Serie, 16 Folgen)
- 2013: Die Möbius-Affäre (Möbius)
- 2015–2020: Büro der Legenden (Le Bureau des légendes) (TV-Serie, 50 Folgen)